# Saint-Jean-Lagineste
Saint-Jean-Lagineste is een gemeente in het Franse departement Lot (regio Occitanie) en telt 271 inwoners (2004). De plaats maakt deel uit van het arrondissement Figeac.

## Geografie
De oppervlakte van Saint-Jean-Lagineste bedraagt 12,4 km², de bevolkingsdichtheid is 21,9 inwoners per km².
De onderstaande kaart toont de ligging van Saint-Jean-Lagineste met de belangrijkste infrastructuur en aangrenzende gemeenten.

## Demografie
Onderstaande figuur toont het verloop van het inwonertal (bron: INSEE-tellingen).

1. ↑  Populations de référence 2022.